# Cryptopygus riebi
Cryptopygus riebi är en urinsektsart som beskrevs av Alfredo Barra 1997. Cryptopygus riebi ingår i släktet Cryptopygus och familjen Isotomidae. Inga underarter finns listade i Catalogue of Life.